# Electricgate
L'electricgate (néologisme proposé par Carlos Tavares en 2017, par analogie avec le DieselGate, terme lui-même inspiré du Watergate) est l'idée, défendue notamment par le journaliste Guillaume Pitron en 2018, selon laquelle la transition vers la voiture électrique n'aurait pas d'intérêt pour l'environnement si on prend en compte la totalité de son cycle de vie, et qu'un scandale éclatera lorsque le monde en prendra conscience.
La thèse selon laquelle la voiture électrique ne présenterait pas d'intérêt environnemental est réfutée par des universitaires et par les spécialistes du sujet.

## Utilisation du terme
En 2017, Carlos Tavares, directeur général du groupe PSA, avance qu'il existe un risque « qu'un « Electricgate » retombe un jour sur les constructeurs et les consommateurs », évoquant la question du recyclage des batteries, des ondes électromagnétiques et de la production d'énergie.
Le juriste et journaliste Guillaume Pitron lance en 2018 la thèse selon laquelle la transition vers la voiture électrique n'aurait pas d'intérêt pour l'environnement si on prend en compte la totalité de son cycle de vie, car la production d'une voiture électrique nécessite plus d'énergie que celle d'une voiture thermique ; il concède que l'émission totale de gaz à effet de serre associée à la voiture électrique serait inférieure de 25 % à celle associée à une voiture classique mais avance que cet avantage disparaîtrait dans des pays comme la Chine.
Le fait de promouvoir le véhicule électrique comme étant la solution au changement climatique est vu par Guillaume Pitron comme un potentiel scandale d'ici 30 ans. Il s'appuie sur un rapport de l'Agence de l'environnement et de la maîtrise de l'énergie et utilise lui aussi le terme d'« electricgate ». Guillaume Pitron avance dans son livre La Guerre des métaux rares qu'un electricgate pourrait donner lieu à « des actions judiciaires d'ampleur mondiale ».
L'ingénieur et essayiste Laurent Castaignède reprend à son tour le terme d'electricgate. Il anticipe qu'on constatera quand les véhicules électriques auront atteint le seuil des 10 % du parc automobile que le secteur n'a pas vraiment réduit ses émissions, « du fait d'une affectation dispendieuse des batteries et de leurs métaux contraints dans des usages énergivores ou trop occasionnels », ce qui conduira selon lui à un « electricgate ».

## Difficultés de la transition vers l'électromobilité
En Chine, l'augmentation du nombre de véhicules électrique peut avoir comme conséquence une augmentation de la pollution, la majorité de la production électrique reposant sur le charbon. Selon une étude conjointe d’universitaires chinois et américains publiée en avril 2018, les habitudes de recharge des utilisateurs de véhicules électriques chinois auraient pour conséquence d’augmenter les émissions polluantes : la plupart des automobilistes privilégieraient la recharge rapide pendant les heures de pointe pour recharger leurs véhicules. Ce comportement sollicite davantage les centrales à charbon au détriment des énergies renouvelables.
En vertu des objectifs de réduction d'émission de CO2 assignée par l'Union européenne, les constructeurs sont tenus de faire passer leurs ventes de véhicules « zéro émission » de 2 % en 2018 à environ un tiers en dix ans, et pour cela ils investiront 225 milliards d'euros dans l'électrification dans les années 2020, selon le cabinet AlixPartners.

## Réfutation de la thèse de Guillaume Pitron
L'étude de l’ADEME sur laquelle s'appuie Guillaume Pitron a été publiée en avril 2016 et repose sur des données datant de 2012. Or, le coût des batteries lithium s’est effondré depuis, et selon l’ingénieur qui a réalisé le rapport de la Fondation pour la nature et l'homme sur le système solaire photovoltaïque combiné au stockage sur batterie, la division par quatre du coût économique correspond à une baisse du coût énergétique ; il faudrait donc mettre à jour le rapport de l’ADEME pour pouvoir s’en servir en tant que référence pour le bilan actuel, et a fortiori pour réaliser une prospective.
Une enquête réalisée par l’université technique d'Eindhoven (TU/e) pour le compte du groupe parlementaire vert néerlandais conclut que les voitures électriques ont un bilan carbone plus léger de 50 à 80 % par rapport aux modèles Diesel ou à essence similaires. L'étape de fabrication d’une voiture électrique pèse le plus lourd dans un tel bilan : 32 gCO2éq/km pour la Mercedes Classe C 220d, contre 51 gCO2éq/km pour la Tesla Model 3, dont 23 grammes pour la batterie de 75 kWh de capacité énergétique. Par contre, l’énergie utilisée, y compris celle nécessaire à produire le gazole et l’électricité, pèse respectivement 228 et 40 gCO2éq/km pour la Mercedes et la Tesla. Autre comparaison : une Volkswagen e-Golf 36 kWh émet 78 gCO2éq/km contre 168 gCO2éq/km pour une Toyota Prius 1,8 L de 2020, soit 54 % de moins. Les études publiées antérieurement avec des conclusions contraires ont utilisé des données obsolètes sur les émissions dues à la production des batteries, ne prenant pas en compte la croissance des énergies renouvelables dans le mix électrique européen ; elles ont de plus sous-estimé la durée de vie des batteries et omis de prendre en compte le CO2 émis lors de l’extraction, du transport et du raffinage du pétrole brut, et reposent sur les consommations d’essence et de gazole communiquées par les constructeurs, inférieures de 25 à 40 % aux réalités du terrain.
Les émissions varient fortement selon les mix électriques de chaque pays : en France, les voitures électriques émettent 55 g/km contre 253 g/km en essence et 233 g/km en Diesel ; en Pologne, les voitures électriques émettent 182 g/km. En 2030, étant donné l'évolution des modes de production de l'électricité et les progrès techniques, les voitures électriques émettraient 53 g/km contre 229 g/km pour les voitures thermiques.